# André Auguste Le Coq
André Auguste Le Coq (* 18. November 1827 in Kempten am Rhein; † 28. Januar 1894 in Berlin), Namensvariation: Andreas August von Le Coq, (ab 1875), war ein preußischer Kaufmann und Versicherungsdirektor.

## Leben

### Herkunft und Familie
André Auguste stammte aus der hugenottischen Familie Le Coq, welche ursprünglich in Metz lebte. Der Kaufmann Jean Le Coq (1669–1713) war als Flüchtling nach Deutschland gekommen. Er stammte in direkter Linie von Toussaint Le Coq ab, der 1565 in Metz Jeanne Doron geheiratet hat.
Der Vater von André Auguste war der Kaufmann und Gutsbesitzer Jean Louis Albert Le Coq (1800–1875), der mit Anna Maria Wittus aus Trier verheiratet war.
Le Coq war verheiratet mit Martianne Fréderike Wilhelmine Poppe (1826–1902), Tochter des Kaufmanns Johann Friedrich Poppe aus Berlin, der auch aus einer Zuwandererfamilie stammte. und der Caroline Henriette Michelet.
Die Eheleute hatten 5 Kinder. Dazu gehörte der Archäologe und Zentralasien-Forscher Albert von Le Coq (1860–1930).

### Ausbildung
August ist in England aufgewachsen, wurde ausgebildet in Berlin und Hamburg mit anschließendem Aufenthalt in Amerika, China und Indien.

## Leben
Sein Schwiegervater betrieb in Berlin unter der Fa. J.F.Poppe, deren Gesellschafter Johann Friedrich Poppe und Hermann Josef Dünnwald waren, ein Handelsunternehmen. Es bestand auch eine Haupt-Agentur der Feuer-Versicherungs-Gesellschaft Colonia.
Hermann Josef Dünnwald schied 1854 aus dem Unternehmen aus. Die geschah offensichtlich im Unfrieden, wie die Anzeige über die Trennung zeigt. Die Trennung war offensichtlich auch Thema in der Satirezeitschrift Kladderadatsch
Mitte der 1850er Jahre, also nach dem Ausscheiden nahm Poppe seinen Schwiegersohn wegen seiner internationalen Geschäftserfahrung als Gesellschafter in die Fa. J.F.Poppe auf. Dieses Unternehmen war neben Kommissions- und Speditionsgeschäften spezialisiert auf den Weingroßhandel, den Handel mit Sämereien sowie auf den Großhandel mit mineralischem Dünger und dem aus Übersee bezogenen Guano und betrieb. Wie schon ober ausgeführt wurde, auch die Agentur der Versicherung.
Der Seniorchef schied später aus dem Unternehmen aus. Le Coq führte Mitte der 1860er Jahre mit einem neuen Partner Carl Hermann Beccard, der auch hugenottischer Abkunft war, das Unternehmen J.F.Poppe & Co. weiter. Im Jahre 1877 war Beccard Alleininhaber der Fa. J.F.Poppe & Co.
Le Coq war aus dem Unternehmen wohl schon vorher ausgeschieden. In der Gesellschafterversammlung der Berlinischen Lebensversicherungsgesellschaft vom 15. Oktober 1872 wurde er als Nachfolger des verstorbenen Victor von Magnus, der zum Gründerkreis der Deutschen Bank gehörte, zum Direktor der Gesellschaft gewählt.

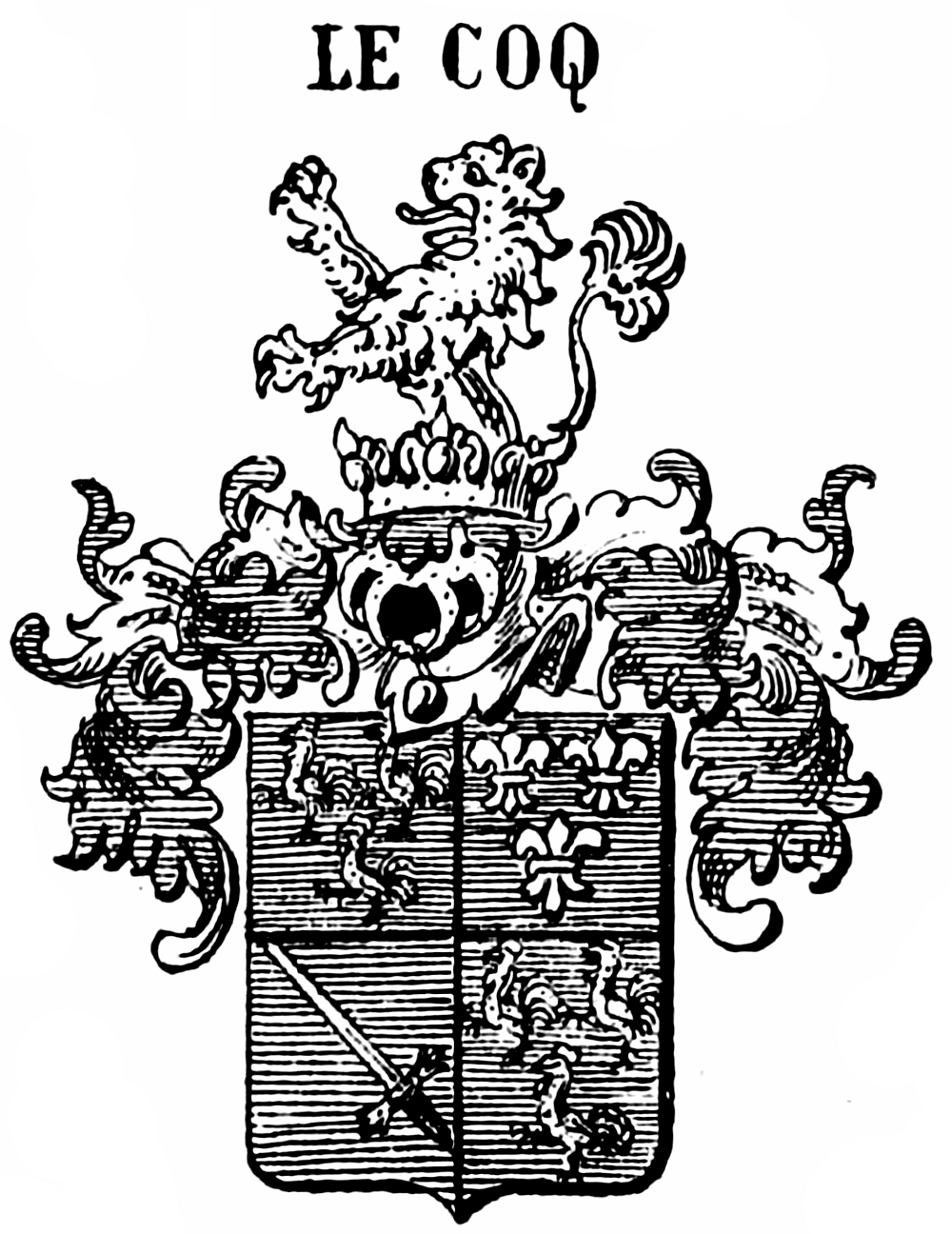
Wappen von 1875 August von Le Coq

Durch Diplom vom 17. September 1875 wurde er als Mitdirektor der Berliner Lebens-Versicherungsgesellschaft, Kaufmann und Gutsbesitzer in den Adelsstand erhoben.

## Wappen
Das gevierte Wappen von 1875 zeigt innerhalb eines goldenen Schildrandes in den Feldern 1 und 4 Hähne, im Feld 2 in Blau drei silberne Lilien, im Feld 3 ein Schwert. Auf dem Helm ist ein wachsender goldener Löwe.